# Котёнок по имени Гав
«Котёнок по имени Гав» — цикл советских мультипликационных фильмов Льва Атаманова. Заключительная серия создана после смерти Льва Атаманова Леонидом Шварцманом.
Сценарии написаны по одноимённым сказкам Григория Остера. Мультфильм рассказывает о приключениях котёнка с необычным именем Гав и его друга — щенка Шарика. Гав постоянно попадает в нелепые ситуации и находит приключения сразу, как только выходит из дома. Он уверен, что необходимо идти навстречу неприятностям, потому что старый дворовый кот ему заявил: «Тебя ждут одни неприятности!» Также он знает, как правильно делить сосиски, зачем нужен тайный язык и почему бояться грозы нужно вместе с другом на чердаке.
Мультфильм акцентирует внимание на настоящей дружбе, иллюстрирует заботу взрослых о маленьких и слабых. С другой стороны, существует мнение, что страшный Пёс и коварный Чёрный кот представляют взрослый мир, в то время как щенок и котёнок олицетворяют детский мир  — наивный и добрый.
В июле 2017 года компания «Союзмультфильм» заявила о продолжении мультфильма. С тех пор никаких заявлений больше не появлялось.

## История создания
Мультсериал «Котёнок по имени Гав» был создан на студии «Союзмультфильм» в период с 1976 по 1982 годы. В его основу легло одноимённое литературное произведение популярного детского автора Григория Остера, выступившего сценаристом проекта. 
Первоначально Гав предполагался рыжим и беспородным, однако впоследствии мультипликатор Леонид Шварцман решил сделать котёнка породистым, взяв за основу сиамскую породу. Однако, по мнению фелинолога, внешность Гава соответствует скорее тайским (старосиамским) кошкам.

## Выпущенные серии (сюжет)

### Выпуск 1 (1976)
- «Одни неприятности». Знакомство котёнка Гава с обитателями двора — Котом и Псом.
- «Где лучше бояться». Котёнок Гав и щенок вместе боятся грозы на чердаке, ведь это «гораздо интереснее», нежели бояться внутри дома, где всё тихо и спокойно.
- «Середина сосиски». Котёнок со своим другом, щенком, вместе завтракают сосиской на тарелке… и съев, понимают, что она оказывается довольно маленькой.

### Выпуск 2 (1977)
- «Так нечестно». Котёнок Гав и его друг-щенок играют в салки: щенок гоняется за котёнком. Старый кот, воспринимая это как их готовность к вечной борьбе между собаками и кошками, намекает им на это («Псы гоняются за котами… Так всегда было, и так всегда будет»). Однако друзья не согласны с этой враждой, и решают бегать друг за другом по очереди: сначала щенок за котёнком, потом котёнок за щенком. Кот в недоумении: «Котёнок гонится за щенком!!! Так не бывает!»
- «Когда начинают кусаться?». Котёнок и щенок примеряют намордник Пса.
- «Хорошо спрятанная котлета». Щенок просит Гава присмотреть за его котлетой, но её тут же учуял Кот. Гав спешно пытается её спрятать. А где самое надёжное место, чтобы спрятать котлету? В животике!

### Выпуск 3 (1979)
Выясняется, что щенок забыл своё имя. Котёнок Гав хочет помочь другу. Вместе щенок и котёнок обращаются сперва к Коту, но тот, занятый ловлей мышей, не желает помочь. Затем друзья обратились ко Псу, но и тот недоволен не вовремя пришедшими гостями, так как именно в этот момент прятал вкусную косточку.
Вскоре щенок видит играющих с воздушным шариком детей и тут же вспоминает своё имя — «Шарик». Пытаясь привлечь внимание ребят, он ловит и случайно лопает шарик, и слыша их разочарование («Шарик лопнул!»), думает, что они говорят про него. Но Гав успокаивает друга: «Так это не ты лопнул! Это лопнул тот шарик, воздушный».

### Выпуск 4 (1980)
- «Секретный язык». Шарик придумывает «секретный язык» — это язык, который никто не может понять… даже тот, кто на нём говорит!
- «А всё-таки она вкусная!». Кот зовёт Гава с собой на крышу, где, как он говорит, «прошла его молодость». Видя луну, Гав интересуется у кота: можно ли её лизнуть? Кот объясняет, что луны нет, так как до неё даже допрыгнуть нельзя, но маленький котёнок не верит ему. Неожиданно начинается дождь, и кот с котёнком вынуждены прятаться. После дождя Гав замечает в одной из луж отражение луны, и с большим энтузиазмом лижет её, говоря: «А всё-таки луна вкусная! Я её лизнул, а значит, она есть!».
- «Дрыг и прыг». Про то, как котёнок Гав играл со своим хвостом.

### Выпуск 5 (1982)
Приближаются холода. Дом и двор опустели. Котёнок Гав и щенок Шарик, по совету Пса, решают найти себе хозяев.
По пути от родного двора до больших домов котёнок и щенок сначала встречают толстого мальчика, которого заинтересовали не зверята, а бесхозные санки, на которых они спускались с горы. Обиженные, герои бредут дальше и уже у самых домов встречаются с двумя ребятами, девочкой и мальчиком, которые в это время лепили снеговика. Гава берёт себе девочка, а Шарика — мальчик.
Друзья полагают, что расстаются навсегда, и с грустью прощаются. Но ребята объясняют им, что живут в соседних квартирах, а значит, друзья смогут видеться каждый день!

## Создатели
Числа в скобках указывают номер выпуска. Отсутствие числа означает участие во всех 5 выпусках.
| Автор сценария                | Григорий Остер |
| Режиссёр                      | Лев Атаманов (1—4), Майя Мирошкина (5), Леонид Шварцман (5) |
| Художник-постановщик          | Леонид Шварцман |
| Кинооператор                  | Михаил Друян |
| Композитор                    | Михаил Меерович |
| Звукооператор                 | Владимир Кутузов |
| Редактор                      | Аркадий Снесарев (1), Раиса Фричинская (2—5) |
| Монтажёр                      | Маргарита Михеева (1—4) |
| Ассистенты:                   | режиссёра — Лидия Никитина (1—4) художника — Алла Горева (1 и 3), Нина Николаева (2), Светлана Скребнёва (4) оператора — Ирина Петерсон (1), Наталья Козлова (2), Елена Сеницкая (3), Елена Кунакова (4) |
| Художники-мультипликаторы:    | Рената Миренкова (1 и 2), Марина Восканьянц (1 и 2), Юрий Бутырин (1), Галина Зеброва (1—5), Марина Рогова (1 и 3), Александр Давыдов (1—4), Виктор Арсентьев (2 и 5), Ольга Орлова (2—4), Наталия Богомолова (2 и 3), Анатолий Абаренов (3), Виолетта Колесникова (3), Галина Золотовская (4), Алексей Букин (4), Владимир Вышегородцев (4), Александр Мазаев (4), Антонина Алёшина (5), Татьяна Померанцева (5), Николай Фёдоров (5), Ирина Светлица (5) |
| Художник-декоратор            | Ирина Светлица (1—4) |
| Роли озвучивали:              | Татьяна Решетникова — котёнок Гав / мальчик (5) Мария Виноградова — щенок Шарик Василий Ливанов — Кот Александр Баранов — Пёс (1, 2 и 5) Юрий Волынцев — Пёс (3 и 4) Людмила Гнилова — девочка (5) Светлана Харлап — мальчик, забравший санки (5) |
| Директор картины (1-4)        | Фёдор Иванов (1 и 2), Любовь Бутырина (3 и 4) |
| Директор съёмочной группы (5) | Любовь Бутырина (5) |

## Длительность мультфильмов
| Выпуск 1 | 9 минут 35 секунд  |
| Выпуск 2 | 9 минут 30 секунды |
| Выпуск 3 | 9 минут 19 секунд  |
| Выпуск 4 | 9 минут 17 секунд  |
| Выпуск 5 | 8 минут 03 секунды |

## Факты
По мотивам новеллы «Середина сосиски» в 2013 году в Новокузнецке (проспект Бардина, д. 36) была открыта скульптура «Сосиска дружбы» (бронза; скульптор Константин Зинич). Скульптура изображает, как Гав и Шарик стоят друг напротив друга и едят с двух концов связку сосисок. Инициатор скульптуры — генеральный директор компании «Кузбасский пищекомбинат» Михаил Васильев.